# ميكاه باولينو
ميكاه باولينو (بالإنجليزية: Micah Mariano)‏ (16 نوفمبر 1992 في الولايات المتحدة - ) هو لاعب كرة قدم أمريكي في مركز الدفاع. شارك مع منتخب غوام لكرة القدم.

## وصلات خارجية
- ميكاه باولينو على موقع قاعدة بيانات كرة القدم.إي يو (الإنجليزية)
- ميكاه باولينو على موقع ناشيونال فوتبول تيمز (الإنجليزية)